# Ž
Ž, ž – litera występująca w alfabetach kilku języków słowiańskich: czeskim, słowackim, górnołużyckim, dolnołużyckim, serbsko-chorwackim (chorwackim, serbskim, bośniackim), słoweńskim oraz bałtyckich: litewskim i łotewskim. W alfabetach języków estońskiego oraz fińskiego litera ž wykorzystywana jest do zapisu wyrazów obcego pochodzenia.
Litera ta nie występuje w polskim alfabecie, gdzie jej odpowiednikiem jest Ż, ż.